# Guido Toja
Guido Toja (Firenze, 25 aprile 1870 – Roma, 25 febbraio 1933) è stato un matematico italiano, noto per il suo contributo nel campo delle applicazioni matematiche all'industria assicurativa e alla previdenza sociale in Italia.

## Biografia
Nato a Firenze il 25 aprile 1870, Guido Toja s'iscrisse all’Università La Sapienza di Roma, dove venne in contatto con famosi matematici dell’epoca, quali Luigi Cremona, Valentino Cerruti, Eugenio Beltrami e Guido Castelnuovo. Laureatosi in ingegneria civile nel 1893 si interessò da subito alla scienza attuariale, disciplina allora poco conosciuta in Italia, perfezionando la propria formazione in Inghilterra con studiosi come George King e Thomas Gans Ackland. 
Dopo aver partecipato attivamente al primo congresso dell’Associazione internazionale degli attuari, tenutosi a Londra nell’aprile del 1895, Toja introdusse in Italia, a partire dal 1897, il modello degli istituti attuari inglesi, francesi e belgi, fondando a Milano l’Associazione italiana per l’incremento della scienza degli attuari che poi, nel 1929, si sarebbe trasformata nell’Istituto nazionale degli attuari, ente di cui fu vice-presidente.
Parallelamente all'attività scientifica il Toja andò sviluppando a partire dagli Anni Novanta una solida carriera in ambito assicurativo e finanziario, divenendo attuario presso l’ufficio tecnico della Fondiaria Vita, compagnia di cui avrebbe poi fortemente sviluppato il ramo Incendio ed Infortuni e di cui sarebbe divenuto anche Direttore Generale e Amministratore.
L’impegno nel settore assicurativo si consolidò ulteriormente negli anni successivi quando ricoprì incarichi amministrativi di primaria importanza presso grandi compagnie assicurative italiane quali La Previdente, La Reale Grandine e la Consorziale di riassicurazioni, assumendo anche la carica di presidente del Consorzio italiano fra i sindacati mutui di assicurazione infortuni nel 1930 e della Cassa nazionale malattie per gli addetti al commercio nel 1932.

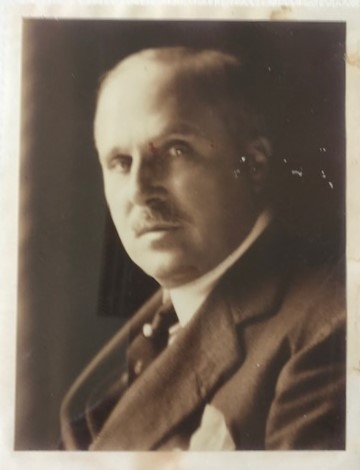
Ritratto fotografico di Guido Toja conservato presso la Sala Toja della sede di Matematica della Biblioteca di Scienze dell'Università di Firenze

Dal giugno 1920 al luglio 1925 in qualità di direttore generale, poi regio commissario e infine presidente e direttore generale dell’Istituto Nazionale delle Assicurazioni, Guido Toja lasciò il suo più significativo contributo nel campo dell’industria assicurativa nazionale. Durante il suo mandato, nel 1923, si occupò del riordinamento dell’industria assicurativa nazionale in concomitanza con la riforma del monopolio delle assicurazioni sulla vita, della fondazione di nuove compagnie assicurative legate all’INA, quali Assicurazioni d’Italia e la Fiume, della costruzione di una nuova sede dell’Istituto a Roma, della proposta d’acquisto della biblioteca personale del grande matematico Corrado Segre (1924).
Questa brillante carriera subì una brusca interruzione nell’estate 1925 quando, pur aderendo convintamente al regime fascista, fu estromesso dalla guida dell’INA per non essersi accorto che in una pubblicazione dell’Istituto era comparsa una cronaca obiettiva del delitto Matteotti, siglata T. 
Contemporaneamente alla sua attività nel settore assicurativo si impegnò anche in ambito accademico e fin dal 1906 tenne corsi di tecnica attuariale presso l’Università Bocconi di Milano. In seguito fu chiamato a ricoprire la cattedra di matematica finanziaria e attuariale presso la Facoltà di Economia e commercio dell’Ateneo fiorentino, dal novembre del 1926 fino alla morte. 
L’attività scientifica di Toja produsse contributi di fondamentale importanza nel campo delle applicazioni matematiche tanto all’industria assicurativa quanto alla previdenza sociale, occupandosi in particolare della teoria delle casse pensioni obbligatorie, dell’ordinamento delle osservazioni demografiche, delle relazioni esistenti fra i tassi di mortalità, dell’analisi del problema della riassicurazione, dell’influenza che le variazioni del ‘saggio’ d’interesse hanno sugli utili dell’assicurazione vita. Di grande interesse anche uno studio documentario che focalizzò sui disavanzi delle casse pensioni e delle casse di mutuo soccorso delle antiche società concessionarie delle strade ferrate.
Socio dell’Unione matematica italiana dalla sua fondazione nel 1922 e membro della Società italiana per il progresso delle scienze dal 1907, Toja fu anche socio corrispondente dell’Institute of Actuaries nonché membro del Comitato matematico del CNR. 
Morì a Roma il 25 febbraio 1933.

## Fondo Personale

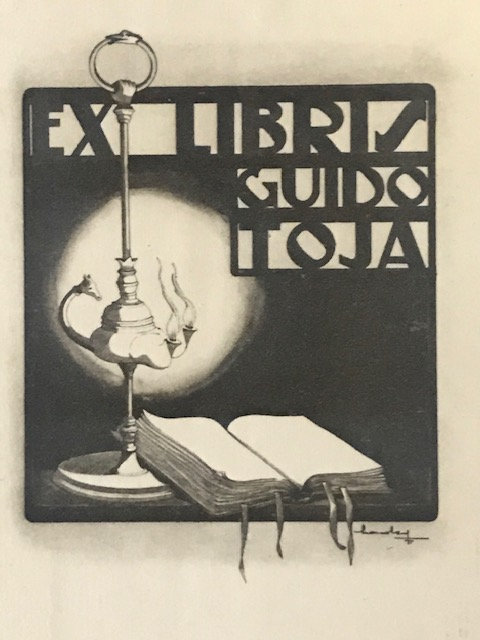
Ex libris di Guido Toja proveniente dal Fondo Toja della sede di Matematica della Biblioteca di Scienze dell'Università di Firenze

Per disposizione testamentaria Toja donò all’Università di Firenze la sua biblioteca personale, formata in quarant’anni di attività, costituita dalle opere classiche dei grandi maestri delle scienze esatte nonché da un nucleo della biblioteca di Corrado Segre.  Il lascito, che consta di 2.300 volumi, numerosi periodici e una miscellanea di 2.700 opuscoli, oltre ad un fondo per l'incremento della collezione, è custodito presso la sede di Matematica della Biblioteca di Scienze dell’Università degli Studi di Firenze, nella sala a lui intestata.

## Opere
- Sulla notazione attuariale, in "Bollettino della associazione italiana per l'incremento della scienza degli attuari", vol. 1, Milano, Tipo-Litografica A. Berinzaghi, 1898.
- Sul valore di certe annualità di sopravvivenza, in "Bollettino della associazione italiana per l'incremento della scienza degli attuari", vol. 9, Milano, Tipo-Litografica A. Berinzaghi, 1906.
- Sull'ordinamento delle osservazioni demografiche, in "Bollettino della associazione italiana per l'incremento della scienza degli attuari", vol. 10, Milano, Tipo-Litografica A. Berinzaghi, 1907.
- L' attuario e la scienza attuariale, Firenze, Tipografia G. Bertero, 1914. Estr. da: Atti della società italiana per il progresso delle scienze, 7. riunione, Siena, 1913.
- L'assistenza civile in Italia nei primi quattordici mesi di guerra : giugno 1915-luglio 1916, Firenze, Tip. Barbera di Alfani e Venturi, 1917. Estr. da: Bollettino dell'Unione statistica delle città italiane, 1916. (con U.Giusti)
- Sulla sistemazione dell'Istituto nazionale delle assicurazioni e del mercato italiano delle assicurazioni sulla vita, Roma, Tip. F. Centenari, 1923.
- Il calcolo delle tariffe di una compagnia di assicurazioni sulla vita, Roma, Tipografia del Senato, 1925.
- Corso di matematica attuariale e finanziaria : corso unico anno accademico 1928-1929, Firenze, Poligrafica universitaria, 1929.
- Intorno ad una indagine sulla morbilità in Italia, Roma, Istituto italiano degli Attuari, 1932. Estr. da: Giornale dell'Istituto degli Attuari, a. 3, n. 1, gen. 1932.